# Élections législatives ceylanaises de 1970
Les élections législatives ceylanaises de 1970 sont les dernières élections du Dominion de Ceylan, avant que le pays change de constitution et ne deviennent la République démocratique socialiste du Sri Lanka en 1972. 

## Contexte
Le leader du SLFP, Sirimavo Bandaranaike, était arrivé à la conclusion que le meilleur espoir de son parti était de former une alliance avec les partis marxistes de Ceylan. Elle a rassemblé le SLFP, les trotskystes du Lanka Sama Samaja Party et les communistes pour créer la coalition United Front. 
Le programme de l'United Front comportait une nationalisation poussée, une politique étrangère plus pro-soviétique, des programmes sociaux élargis et l'abolition de la constitution de Soulbury, pour le passage à une république.
Le gouvernement UNP de Dudley Senanayake n'avait pas beaucoup progressé avec les problèmes de l'inflation et du chômage. L'UNP était largement perçu comme un parti de riches, déconnecté des préoccupations des gens ordinaires. 

## Résultats
Résumé du résultats des élections législatives de 1970
| Parti politique       | Parti politique             | Députés présentés     | Votes     | %       | Chaises |
| --------------------- | --------------------------- | --------------------- | --------- | ------- | ------- |
|                       | Sri Lanka Freedom Party     | 108                   | 1 839 979 | 36.86%  | 91      |
|                       | Lanka Sama Samaja Party     | 23                    | 433 224   | 8.68%   | 19      |
|                       | United National Party       | 130                   | 1 892 525 | 37.91%  | 17      |
|                       | Ilankai Tamil Arasu Kachchi | 19                    | 245 727   | 4.92%   | 13      |
|                       | Parti communiste de Ceylan  | 9                     | 169 199   | 3.39%   | 6       |
|                       | All Ceylon Tamil Congress   | 12                    | 115 567   | 2.32%   | 3       |
|                       | Mahajana Eksath Peramuna    | 4                     | 46 571    | 0.93%   | 0       |
|                       | Autres                      | 136                   | 249 006   | 4.99%   | 2       |
| Votes valides         | Votes valides               | 441                   | 4 991 798 | 100.00% | 151     |
| Électeurs enregistrés | Électeurs enregistrés       | Électeurs enregistrés | 5 505 028 |         |         |